# Fritjof Capra
Fritjof Capra (Viena, Áustria, 1 de fevereiro de 1939) é um físico teórico e escritor que desenvolve trabalho na promoção da educação ecológica.
Capra recebeu, em 1966, seu doutorado em física teórica, pela Universidade de Viena, e tem dado palestras e escrito extensamente sobre as aplicações filosóficas da nova ciência. Atualmente, vive com a esposa e a filha em Berkeley, Califórnia, onde é o diretor do centro de educação ecológica.
Capra tornou-se mundialmente famoso com seu O Tao da física, traduzido para vários idiomas. Nele, traça um paralelo entre a física moderna (relatividade, física quântica, física das partículas) e as filosofias e pensamentos orientais tradicionais, como o taoísta de Lao Tsé, o Budismo (incluindo o Zen) e o Hinduísmo. Surgido nos anos 70, O Tao da física busca os pontos comuns entre as abordagens oriental e ocidental da realidade. O livro é considerado como um dos responsáveis pelo surgimento da pseudociência conhecida como misticismo quântico moderno.
Outro livro seu tornou-se referência para o pensamento sistêmico:  O Ponto de Mutação, cujo nome foi extraído de um hexagrama do I Ching. Nele, Capra compara o pensamento cartesiano, reducionista, modelo para o método científico desenvolvido nos últimos séculos, e o paradigma emergente do século XX, holista ou sistêmico (que vê o todo como indissociável, de modo que o estudo das partes não permite conhecer o funcionamento do organismo), em vários campos da cultura ocidental atual, como a medicina, a biologia, a psicologia e a economia.